# Newberry (Michigan)
Newberry település az Amerikai Egyesült Államok Michigan államában, Luce megyében, melynek megyeszékhelye is. Lakosainak száma 1446 fő (2020. április 1.).

## Népesség
A település népességének változása:

| 2010 | 1 519 |
| 2020 | 1 446 |